# Făget (okręg Dolj)
Făget – wieś w Rumunii, w okręgu Dolj, w gminie Breasta. W 2011 roku liczyła 22 mieszkańców.